# 控江路事件
控江路事件，是1979年9月9日发生在中华人民共和国上海市的一起恶性刑事案件，此次案件是中国大陆死刑复核权下放的导火索和1983年严打的诱因之一。

## 事件过程
控江路事件发生在上海市杨浦区控江路和江浦路交汇处以及控江路桥等地，改革开放后，这里逐渐成为了上海繁华的商业聚集区。1979年9月9日15时许，上海市崇明县跃进农场青工徐永康在控江路和江浦路交汇处十字路口，因抢夺农民出售的螃蟹而发生争执。正在附近执勤的交通民警将徐带至岗亭进行问询，由于徐拒不认错，民警就扇了徐的耳光，引起了围观人员聚集和骚动。虽然后来民警对自己的不当行为做了道歉，但是部分围观人员依旧不依不饶，并采取过激行为，抢夺民警的警帽和领章，对民警进行人身攻击和侮辱，现场逐渐失去控制。
16时许，杨浦交通队接报增援，出动20名干警前往控江路事发现场维持秩序，并向围观人群进行政策宣讲并试图劝离，但是并未奏效。围观人员进而对维持治安交通的干警分割围攻，拳打脚踢，当场有3名民警被打致伤。在民警遭围攻殴打的情况下，杨浦交通中队长为避免扩大冲突，未经请示上级，决定将全部民警撤离现场。之后，由于无人维持秩序，聚集人员越来越多，控江路和江浦路交汇的十字路口聚集了近2000人，秩序更加混乱，事件发展到骚乱的地步。一些不法分子拦阻轿车，将旗杆拉弯，向公共汽车投掷石块，推翻菜农摊点，还有的人趁机抢夺路人手表、皮包、皮夹，侮辱妇女。
晚上20时许，上海化工轻工公司团委副书记吴某骑自行车行至控江路桥上时，一伙人包围上来，将她连人带车推倒在地，拉到路边，抢去手表和皮夹，撕掉衬衫、胸罩、裤子，肆意摧残，吴的乳房、小腹、外阴部等多处被抓伤，受到严重摧残蹂躏，后经联防队员与群众营救，吴某才被救出，送往医院治疗。20时30分左右，杨浦公安分局先后调集80余名治安联防人员和30名交通干警到现场维持秩序，接着上海市公安局又调遣200名消防民警赶赴现场，劝导围观群众疏散，当场抓获抢夺财物、侮辱妇女的犯罪嫌疑人8人。此次骚乱共发生8个小时，直至午夜时才结束。

## 审判
1979年12月26日，杨浦区人民法院召开宣判大会，分别判处严重摧残妇女和打砸抢的流氓犯袁钱龙、龙燕铭、徐伟民、赵鹤林等5人有期徒刑。

## 影响
1979年7月1日，《中华人民共和国刑法》和《中华人民共和国刑事诉讼法》在第五届全国人民代表大会第二次会议上获得通过，并于1980年1月1日起施行。当时的《刑事诉讼法》第199条规定：“死刑由最高人民法院核准。”而控江路事件正发生在距“两法”通过仅有两个多月时间，而且发生在中国最大城市的闹市区，惊动了中共中央。1980年2月12日，第五届全国人大常委会第13次会议批准“在1980年内，对现行的杀人、强奸、抢劫、放火等犯有严重罪行应当判处死刑的案件，最高人民法院可以授权省、自治区、直辖市高级人民法院核准。”这一决定，成为后来死刑复核权下放的开端。
1980年以后，中国大陆又相继发生了多起恶性刑事案件。1983年8月25日，中共中央发出《关于严厉打击刑事犯罪活动的决定》，正式开始1983年严打，这使得部分死刑复核权被无限期地下放给了省一级地方的高级人民法院直至2007年。